# 480p
480p là tên viết tắt của một họ độ phân giải hiển thị video. p là viết tắt của progressive scan (quét lũy tiến), tức là không quét xen kẽ. 480 biểu thị độ phân giải dọc của 480 pixel, thường là với một độ phân giải ngang 640 pixel và tỷ lệ màn hình 4: 3 (480 × 4 / 3 = 640) hoặc độ phân giải ngang 854 trở xuống (848 nên được sử dụng để tương thích mod16) pixel cho tỷ lệ màn hình xấp xỉ 16: 9 (480 × 16 / 9 = 853.3). Do số pixel phải là một số nguyên, nên trong màn hình Wide VGA, nó thường được làm tròn đến 854 để đảm bảo bao gồm toàn bộ hình ảnh. Các khung được hiển thị dần dần thay vì xen kẽ. 480p đã được sử dụng cho nhiều TV Plasma đầu tiên. Độ phân giải tiêu chuẩn luôn là tỷ lệ khung hình 4: 3 với độ phân giải pixel là 640 × 480 pixel.

## 480p24 và 480p30
Các tiêu chuẩn truyền hình kỹ thuật số ATSC xác định 480p với độ phân giải pixel 640 × 480p (4: 3), ở các khung hình p24, p30 hoặc p60 mỗi giây.
Cả 480p24 và 480p30 đều phổ biến hơn ở các Quốc gia sử dụng hoặc đã sử dụng hệ thống NTSC xen kẽ như Bắc Mỹ và Nhật Bản (các định dạng này tương thích với hệ thống đó, khi được sử dụng để phát nội dung phim lũy tiến).

## Độ phân giải
| Tiêu chuẩn     | Độ phân giải                    | Tỷ lệ khung hình                                       |
| -------------- | ------------------------------- | ------------------------------------------------------ |
| 480p           | 640 × 480p                      | 4: 3 (Tỷ lệ khung hình phổ biến nhất 480p)             |
| 480p (1,85: 1) | 888 × 480p                      | 1,85: 1 (định mức /định dạng của Học viện)             |
| 480p (16: 9)   | Xấp xỉ 854 × 480p hoặc 848x480p | 16: 9                                                  |
| 480p (3: 2)    | 720 × 480p                      | 3: 2 (Tỷ lệ khung hình tương tự màn hình iPod Touch 4) |
| 480p (5: 3)    | 800 × 480p                      | 5: 3                                                   |